# Ingvar Jónsson
Ingvar Jónsson (Keflavík, 18 de outubro de 1989) é um futebolista islandês que atualmente joga pelo Víkingur.

## Carreira

### UMF Njardvíkur
Jónsson começou sua carreira como futebolista pela equipa sub-19 do UMF Njardvíkur e em fevereiro de 2008, começou a jogar pela equipa principal. Jogou pelo time até 2011.

### UMF Stjarnan
Em fevereiro de 2011, foi contratado pelo UMF Stjarnan por uma taxa não divulgada e jogou até 2015.

### IK Start
No dia 1 de janeiro de 2015, sofreu sua primeira internacionalização, indo jogar pela equipa norueguesa IK Start a partir de transferências livres e em julho de 2015 foi emprestado para o Sandnes Ulf até o dezembro do mesmo ano.

### Sandefjord Fotball
No dia 27 de janeiro de 2016, foi contratado a partir de transferências livres pelo Sandefjord Fotball, time pelo qual joga até hoje. Seu contrato tem validade até 31 de dezembro de 2018 e valor de 200 mil euros.

### Seleção Islandesa
Começou a pagar pela Seleção Islandesa em 2008 pelo sub-19. Em 2014, começou a jogar pela seleção principal, e até hoje participou de 5 jogos com a camisa 13. Foi convocado para participar da Eurocopa de 2016.

## Palmarés

### UMF Stjarnan
- Campeonato Islandês de Futebol

Campeão: 2013-2014, 2014-2015